# Early Worx
Early Worx è la quarta raccolta del musicista danese Trentemøller, pubblicata il 24 novembre 2014 dalla Audiomatique Recordings.

## Descrizione
Contiene gran parte dei primi brani originariamente pubblicati dall'artista tra il 2004 e il 2006 attraverso singoli ed EP distribuiti attraverso le etichette di Steve Bug, la Poker Flat Recordings e la Audiomatique Recordings.

## Tracce
1. The Forest – 5:45
2. Moan (Trentemøller Dub Remix) – 7:22
3. Physical Fraction – 7:01
4. Kink – 6:49
5. Polar Shift – 8:27
6. Beta Boy – 7:11
7. Gush – 5:59
8. Rykketid – 5:11
9. Nam Nam – 5:40
10. Always Something Better (Trentemøller Remix) – 7:59
11. Vamp (Vinyl Edit) – 5:11
12. Chameleon – 7:57
13. Prana – 6:33
14. African People – 6:43
15. Killer Kat – 7:06
16. Sunstroke – 8:23
17. Miss You (Trentemøller Remix) – 7:33
18. Minimal Fox – 7:16